# 沙穴属
沙穴属（学名：Saakotrema）为棘口科的一个属。

## 下属物种
本属包括以下物种：
- Saakotrema caballeroi (Pande, 1960) Gupta, 1962
- 后官沙穴吸虫 Saakotrema metatestis (Saakova, 1952) Skrjabin et Bashkirova, 1956